# Enchanting Nature
Enchanting Nature è il secondo album in studio di Christopher Franke, pubblicato nel 1995 dalla Earthone Records.

## Il disco
Proseguendo sulle sonorità del primo lavoro, questo secondo album è una sorta di compilation di brani caratterizzati da un sound new Age e dedicati, come intuibile dal titolo, alla natura. Molte sono anche le influenze di tipo ambient che rendono questo l'album più minimale ed intimo di Franke. Si tratta, inoltre, della definitiva rottura con il sound Tangerine Dream: se già ve ne erano poche tracce in Pacific Coast Highway, in quest'album non vi sono influenze dal passato, in quanto lo stile di tutti i brani è incentrato nel risaltare l'aspetto della natura.
Due tracce (Purple Waves e Big Sur Romance) sono state riprese dal precedente album.

## Tracce
Musiche di Christopher Franke.
1. Gate of the Shimmering Cave – 2:11
2. Song of the Creek – 5:06
3. Dancing Over Pools – 3:09
4. Celtic Mist – 3:51
5. When The Sun Loves Trees – 3:29
6. Silence of the Eclipse – 4:50
7. Steam Garden – 3:40
8. Purple Waves – 5:08
9. Malibu Trails – 4:22
10. Beach Park – 4:49
11. Big Sur Romance – 2:18
12. Silent Waves – 3:47
13. Woodland Watercolours – 4:29
14. Inside the Cave – 5:30

## Musicisti
- Christopher Franke - tutti gli strumenti
- Berlin Symphonic Orchestra - orchestrazioni
- Brynmor Jones - direttore d'orchestra